# Hatsukoi monster
Hatsukoi monster (初恋モンスター?, Hatsukoi monsutā, lett. "Primo amore mostruoso") è un manga scritto e disegnato da Akira Hiyoshimaru, serializzato sulla rivista Aria di Kōdansha dal numero di marzo 2013. Un adattamento anime, prodotto da Studio Deen, è stato trasmesso in Giappone dal 2 luglio al 17 settembre 2016.

## Trama
La storia segue le vicende di Kaho Nikaidō, una studentessa liceale di quindici anni che viene quasi investita da un camion. Salvata da Kanade Takahashi, si innamora di lui, senza sapere che in realtà è un bambino delle elementari.

## Personaggi
Kaho Nikaidō (二階堂 夏歩?, Nikaidō Kaho)
Doppiata da: Yui Horie
Una ragazza quindicenne che si innamora di Kanade dopo essere stata salvata da lui da un incidente. Figlia viziata di una ricca coppia di anziani, trova difficoltà nel farsi degli amici.
Kanade Takahashi (高橋 奏?, Takahashi Kanade)
Doppiato da: Takahiro Sakurai
Uno studente di quinta elementare di cui si innamora Kaho. Pur essendo un bambino, il suo aspetto lo fa sembrare molto più grande.
Tomu Kaneko (金子 十六?, Kaneko Tomu)
Doppiato da: Shōtarō Morikubo
Un teppista amico di Kanade.
Ginjirō Sannomiya (三宮 銀次郎?, Sannomiya Ginjirō)
Doppiato da: Tomokazu Sugita
Uno studente delle elementari amico di Kanade.
Kazuo Noguchi (野口 一男?, Noguchi Kazuo)
Doppiata da: Ayumu Murase
Un amico di Kanade dalla statura normale.
Jōji Takahashi (高橋 譲二?, Takahashi Jōji)
Doppiato da: Ken'ichi Suzumura
Il cugino di Kanade.
Kōta Shinohara (篠原 耕太?, Shinohara Kōta)
Doppiato da: Nobuhiko Okamoto
Uno studente liceale di primo anno innamorato di Kaho.
Atsushi Taga (多賀 敦史?, Taga Atsushi)
Doppiato da: Kaito Ishikawa
Uno studente universitario rivale di Kaho.
Arashi Nagasawa (長澤 嵐?, Nagasawa Arashi)
Doppiato da: Kenjirō Tsuda
Il vicino strambo di Kaho.
Daikoku Nikaidō (二階堂大谷?, Nikaidō Daikoku)
Doppiato da: Hikaru Midorikawa
Il fratello maggiore di Kaho.

## Media

### Manga
Il manga, scritto e disegnato da Akira Hiyoshimaru, ha iniziato la serializzazione sul numero di marzo 2013 della rivista Aria di Kōdansha. Il primo volume tankōbon è stato pubblicato il 5 luglio 2013 e al 7 febbraio 2017 ne sono stati messi in vendita in tutto otto. In America del Nord i diritti sono stati acquistati da Yen Press.

#### Volumi
| Nº | Data di prima pubblicazione               | Data di prima pubblicazione                                                     | Data di prima pubblicazione |
| Nº | Giapponese                                | Giapponese                                                                      |                             |
| -- | ----------------------------------------- | ------------------------------------------------------------------------------- | --------------------------- |
| 1  | 5 luglio 2013                             | ISBN 978-4-06-380638-0                                                          |                             |
| 2  | 7 gennaio 2014                            | ISBN 978-4-06-380666-3                                                          |                             |
| 3  | 7 luglio 2014 (ed. regolare e speciale)   | ISBN 978-4-06-380699-1 (ed. regolare) ISBN 978-4-06-358498-1 (ed. con drama-CD) |                             |
| 4  | 7 gennaio 2015 (ed. regolare e speciale)  | ISBN 978-4-06-380738-7 (ed. regolare) ISBN 978-4-06-358748-7 (ed. con drama-CD) |                             |
| 5  | 7 luglio 2015 (ed. regolare e speciale)   | ISBN 978-4-06-380781-3 (ed. regolare) ISBN 978-4-06-358777-7 (ed. con drama-CD) |                             |
| 6  | 13 maggio 2016 (ed. regolare e speciale)  | ISBN 978-4-06-380824-7 (ed. regolare) ISBN 978-4-06-358815-6 (ed. con drama-CD) |                             |
| 7  | 22 luglio 2016 (ed. regolare e speciale)  | ISBN 978-4-06-380862-9 (ed. regolare) ISBN 978-4-06-358833-0 (ed. speciale)     |                             |
| 8  | 7 febbraio 2017 (ed. regolare e speciale) | ISBN 978-4-06-380908-4 (ed. regolare) ISBN 978-4-06-397019-7 (ed. speciale)     |                             |

### Anime
Annunciato a giugno 2015 sull'anteprima del numero di settembre della rivista Aria edita da Kōdansha, un adattamento anime, prodotto da Studio Deen e diretto da Takayuki Inagaki, è andato in onda dal 2 luglio al 17 settembre 2016. I doppiatori sono gli stessi dei drama-CD precedentemente pubblicati insieme ai volumi del manga, mentre le sigle di apertura e chiusura sono rispettivamente Kimi ni sasageru chinkonka (キミに捧げる鎮魂歌?) e Innocent (イノセント?, Inosento), entrambe interpretate da Shōta Aoi. In America del Nord i diritti sono stati acquistati da Funimation. Un episodio OAV è stato pubblicato in allegato all'edizione speciale dell'ottavo volume del manga il 7 febbraio 2017.

#### Episodi
| Nº | Titolo italiano (traduzione letterale) Giapponese 「Kanji」 - Rōmaji                                                                    | In onda           | In onda |
| Nº | Titolo italiano (traduzione letterale) Giapponese 「Kanji」 - Rōmaji                                                                    | Giapponese        |         |
| 1  | Beh… ora che sono uno studente delle elementari, che faccio? 「で…俺、小学生だけど、どうする？」 - De… ore, shōgakusei dakedo, dō suru? | 2 luglio 2016     |         |
| 2  | Ahh, casa Kasumi 「あゝ華すみ荘」 - Ā Kasumi-sō                                                                                         | 9 luglio 2016     |         |
| 3  | Primo ♡ 「初めての♡」 - Hajimete no ♡                                                                                                   | 16 luglio 2016    |         |
| 4  | La biancheria intima presa di mira 「ねらわれたパンツ」 - Nerawareta pantsu                                                             | 23 luglio 2016    |         |
| 5  | Ma certo, andiamo al sentō 「そうだ、銭湯いこう」 - Sōda, sentō ikō                                                                     | 30 luglio 2016    |         |
| 6  | Hula hoop vertiginoso 「振ってフラフラフラフープ」 - Futte furafura fura fūpu                                                           | 6 agosto 2016     |         |
| 7  | Sentimenti che voglio inviare… (in bagno) 「届けたい思い・・・・・（トイレに）」 - Todoketai omoi… (toire ni)                           | 13 agosto 2016    |         |
| 8  | Il servizio di assistenza telefonica di Kanade 「奏電話相談室」 - Kanade denwa sōdan shitsu                                             | 20 agosto 2016    |         |
| 9  | Una canzone d'amore ♡ in segreto 「ひそやカニ♡ラブソング」 - Hisoyaka ni ♡ rabu songu                                                   | 27 agosto 2016    |         |
| 10 | Una vera commedia romantica per una volta 「たまにはまっとうなラブコメでも」 - Tama ni wa mattō na rabu kome demo                       | 3 settembre 2016  |         |
| 11 | Non si guarda! Il diario segreto di Kanade 「見ちゃダメ！奏の秘密日記」 - Micha dame! Kanade no himitsu nikki                           | 10 settembre 2016 |         |
| 12 | Love Normal × Abnormal 「ラブノーマル×アブノーマル」 - Rabu Nōmaru × Abunōmaru                                                          | 17 settembre 2016 |         |